# Teen Trot: Live At Ellsworth, WI, August 22, 1965
Teen Trot: Live At Ellsworth, WI, August 22, 1965 es el proyecto más reciente de la banda de Surf Rock, The Trashmen.
Uno de los mejores y más completos conciertos de The Trashmen fue por Wisconsin. Los mejores éxitos en el concierto de Beat de Wisconsin del año 1965.

## Miembros
- Tony Andreason - Voz, guitarra líder
- Dal Winslow - Voz, guitarra rítmica
- Bob Reed - Bajo
- Steve Wahrer (†1989) - Cantante, Batería (sustituido por Mark Andreason)

- Datos: Q6140226